# Alfredo Viola
Alfredo Viola (* 25. März 1893 in Montevideo, Uruguay; † 11. August 1972) war Bischof von Salto.

## Leben
Alfredo Viola empfing am 22. April 1916 das Sakrament der Priesterweihe.
Am 25. Juli 1936 ernannte ihn Papst Pius XI. zum Titularbischof von Bitylius und bestellte ihn zum Koadjutorbischof von Salto. Der Apostolische Nuntius in Spanien, Erzbischof Filippo Cortesi, spendete ihm am 23. August desselben Jahres die Bischofsweihe; Mitkonsekratoren waren der Erzbischof von Montevideo, Juan Francisco Aragone, und der Bischof von Florida-Melo, Miguel Paternain CSsR.
Am 29. Mai 1940 wurde Alfredo Viola in Nachfolge des verstorbenen Tomás Gregorio Camacho Bischof von Salto. Viola trat am 1. Januar 1968 als Bischof von Salto zurück. Papst Paul VI. ernannte ihn zum Titularbischof von Badiae. Am 28. November 1970 verzichtete Alfredo Viola auf das Titularbistum Badiae.
Alfredo Viola nahm an allen vier Sitzungsperioden des Zweiten Vatikanischen Konzils teil.